# عمر بهاء الدين الأميري

عمر بهاء الدين الأميري في شبابه

عمر بهاء الدين الأميري، (1916- 1992 م)، وهو شاعر ودبلوماسي سوري من مدينة حلب، ويعتبر من أعلام سوريا وعضو في جماعة الإخوان المسلمين يميل إلى التصوف، ويتميز شعره بالطبيعة العاطفية وتناول في شعره العديد من المواضيع منها مواضيع سياسية وعاطفية ودينية، عمل سفيراً لسوريا فترة من الزمن بباكستان ثم للمملكة العربية السعودية.

## نسبه
هو عمر صدقي بن محمد بهاء الدين بن عمر صدقي بن هاشم آغا بن الحاج عيسى آغا بن الحاج موسى آغا بن الحاج حسن حلبي بن الحاج أحمد أمير بن محمد بن علي بن ظفر البصري، الشهير نسبه بأمير زاده، وقد غير أسمه بعد وفاة والده إلى عمر بهاء الدين الأميري ليحمل اسم أبيه وجده، كما عرف أحياناً باسم عمر بهاء الأميري.

من اليمين: مصطفى الزرقا، مصطفى السباعي، عمر بهاء الدين الأميري، أحمد كفتارو، محمد المبارك، في مؤتمر العالم الإسلامي الأول في كراتشي بباكسان،8 فبراير 1951م

## ولادته
ولد في مدينة حلب في شمال سوريا، وقد أختلف في تحديد سنة ولادته؛ إذ تم تسجيله في سجلات النفوس بحلب عام 1918م، بينما أشارت الوثائق إلى سنوات أخرى، غير أن المرجح أن تكون في 29 من جمادى الآخرة عام 1334هـ، الموافق للثاني من أيار/ مايو 1916م.

عمر بهاء الدين الأميري في طفولته بتاريخ 12 مايو 1929م

## نشأته ودراسته
نشأ في مدينة حلب، وفيها تلقى دروسهُ الأولى في المدرسة الفاروقية، وحفظ القرآن في صغرهِ، ومن مدارسها الأخرى تلقى علوم الأدب، والعلوم، والفلسفة، وعلم الاجتماع، والنفس، والأخلاق، والتاريخ، والحضارة وعلم الفلك، وأولع بالشعر العربي، وكانت لهُ هواية ـ بعد حفظهِ للقرآن ـ حفظ روائع الشعر العربي في مختلف عصوره.
في الجامعة السورية تلقى العلوم القانونية، وحمل (شهادة الحقوق) التي تخوله أن يكون محامياً، وفعلاً عمل عمر في مهنة المحاماة حيناً من الزمن، ثم سافر إلى باريس رغبة في استكمال تحصيله العلمي، فدرس الأدب العربي والعالمي، وفقه اللغة، وحمل الشهادة العليا من جامعة السوربون.
ثم عاد إلى مدينتهِ، فدرّس في حلب حيناً من الزمن، بالأخص مادة (حاضر العالم الإسلامي) في الكلية الشرعية، ثم انتقل إلى العاصمة وتولى إدارة المعهد العربي الإسلامي، وكان الشعر والترنم به هوايته الأولى.
عمل مدة طويلة في تدريس الأدب وفقه اللغة، والحقوق والحضارة الإسلامية في عدد من الجامعات العربية والأجنبية ثم عمل سفيراً لبلادهِ في وزارة الخارجية السورية.
كان الشاعر مع أقاربه في أحد المصايف في لبنان، ثم سافرت الأسرة إلى حلب وخلفته وحيداً، فكانت قصيدة مسكنهم في القلب.

## في السلك الدبلوماسي
التحق الأمير بالسلك الدبلوماسي، فعين وزيراً مفوضاً، ثم سفيراً، وقضى شطراً من حياته سفيراً لبلده في المملكة العربية السعودية، وشطراً آخر في باكستان، وأتقن إلى جانب اللغتين العربية والإنجليزية اللغة الأوردية أثناء عمله في باكستان ولقد تعلمها حتى أتقنها، واستطاع أن يتحدث ويحاضر بها، ويخطب كذلك، ثم دعُي إلى المغرب عام 1386هـ وعُين أستاذاً لكرسي الإسلام والتيارات المعاصرة بدار الحديث الحسنية بالرباط - الدراسات العليا، كما درس الحضارة الإسلامية في كلية الآداب والعلوم الإنسانية بجامعة محمد الخامس في فاس، وكان يُعى في كل عامٍ أستاذاً زائراً للجامعات العربية، وأستاذاً محاضراً في المواسم الثقافية الجامعية والإسلامية ثم ترك السلك الدبلوماسي، وتفرغ للدعوة وخدمة العمل الإسلامي حتى وفاته.

## نشاطاته
- حمل آلام أمته وآمالها، فشارك في حرب فلسطين عام 1948م، واتصل بالعديد من حركات التحرير والاستقلال في فلسطين والعراق ومصر وتونس والجزائر والمغرب.
- سعى دائماً خلال لقاءاته مع العديد من الزعماء العرب والمسلمين والأجانب لدفع قضية أمته والدفاع عنها.
- شارك في العديد من المؤتمرات العربية والإسلامية بصفة رسمية أو شخصية وكان عضواً مؤسساً في بعض الهيئات غير الرسمية.

## دواوينه
له عدة دواوين شعرية منها:
1. أب: ديوان يتناول أشعاره بطبيعة العاطفة الأبوية.
2. أذان القرآن.
3. ألوان طيف.[7]
4. أمل.
5. حجارة من سجيل.
6. قلب ورب.
7. مع الله.
8. نجاوى محمدية.
9. رياحين الجنة.
10. مختارات من شعر الأميري.

ونشر ولده الدكتور أحمد البراء الأميري كتابًا بعنوان: (الأميريات، من روائع شعر عمر بهاء الدين الأميري).

## وفاته
وهنت صحته في الفترة الأخيرة من حياته، وأدخل مصحة الرياض، ثم نقل إلى مستشفى الملك فيصل التخصصي في الرياض حيث وافته المنية مساء يوم السبت 22 شوال 1412 هـ/ 25 أبريل 1992 م، ونُقِل إلى المدينة المنورة ودفن في مقبرة البقيع، وناهز عمره 78 عاماً.

## انظر ايضاً
- حلب

## وصلات خارجية
- عمر بهاء الدين الأميري .. شاعر الإنسانية المؤمنة والأبوة الحانية.